# Contea di Richmond (Virginia)
La contea di Richmond ( in inglese Richmond County ) è una contea dello Stato della Virginia, negli Stati Uniti. La popolazione al censimento del 2000 era di 8 809 abitanti. Il capoluogo di contea è Warsaw.